# Umbilicus erectus
Umbilicus erectus är en fetbladsväxtart som beskrevs av Dc.. Umbilicus erectus ingår i släktet navelörter, och familjen fetbladsväxter. Inga underarter finns listade i Catalogue of Life.